# Bistrica ob Sotli
Bistrica ob Sotli este o localitate din comuna Bistrica ob Sotli, Slovenia, cu o populație de 282 de locuitori.